# Mausolée Sidi Ali Karray
Le mausolée de Sidi Ali Karray (arabe : زاوية سيدي علي الكراي) est l'une des zaouïas les plus importantes de la médina de Sfax.

## Histoire
La zaouïa de Sidi Ali Karray constitue le premier édifice funéraire de la médina de Sfax. Elle est bâtie en plusieurs étapes dont les plus importantes ont lieu après la mort de Sidi Ali Karray à la fin du XVe siècle.
Premier bâtiment religieux dans la médina de Sfax à avoir associé un oratoire et une cellule funéraire (tourba) dans son architecture, il a inspiré par la suite la construction d'autres zaouïas suivant la même structure à l'instar de celles de Sidi Belhassen Karray (XVIe siècle) et Sidi Amar Kammoun (XVIIe siècle).
Entre 1978 et 1982, le monument subit une transformation radicale qui détruit toutes ses caractéristiques historiques.

## Architecture
La zaouïa de Sidi Ali Karray est construite en trois temps, avec des spécificités architecturales à chaque étape.

### Première étape
Le noyau du mausolée est représenté par la salle de prière qui se trouve du côté sud-est du complexe. C'est une salle rectangulaire de dix mètres sur sept, qui est divisée en six allées dont trois sont parallèles au mur de la qibla (avec une axiale plus large que les latérales) et trois leur sont perpendiculaires. Cette disposition est due à la présences de quatre colonnes centrales qui se prolongent avec deux rangées d'arcs triplés dirigés sur l'axe est-ouest. Ces derniers se poursuivent latéralement avec des piédroits en maçonnerie en légère saillie.
Cette salle est munie de trois fenêtres dont deux sur la façade occidentale et une sur la façade orientale. 
On note aussi la présence d'un mihrab semi-cylindrique creusé dans le mur, ce qui donne à ce dernier une convexité conique vu de l'extérieur. Ce mihrab est entouré d'un encadrement en pierre calcaire et d'un arc en plein cintre outrepassé soutenu par des colonnes à chapiteau néo-corinthien. Dans sa partie inférieure, il est décoré par des cannelures à fond plat, surmontées par une bande épigraphique médiane qui fait le raccordement avec la partie supérieure du mihrab, son cul-de-four. Les écoinçons de ce dernier sont garnis par des carreaux en terre émaillée et le tout est encadré par une moulure à trois boucles.
Tous ces détails font du mihrab du mausolée de Sidi Ali Karray une réplique de celui de la grande mosquée.

### Deuxième étape
La deuxième étape est constituée par une extension de la salle de prière du côté latéral oriental et par l'ajout d'une salle funéraire vers le nord. C'est une chambre rectangulaire de 5,75 x 4,7 mètres, munie d'une coupole demi-sphérique de quatre mètres de diamètre reposant sur une base carrée. Le passage de la base carrée à la culotte demi-sphérique se fait par des trompes d'angles à doubles voussures entre lesquelles s'intercalent des niches à fond plat en léger défoncement et prenant la forme d'un arc.
Cette coupole constitue une représentation idéale d'une technique de construction spécifique à Sfax, qui est le renforcement de l'adhésion de l'enduit sur son support par le manche d'un outil en bois, ce qui laisse apparaître sur la surface des traces de petits carrés.
L'oratoire, constitué de deux travées et de deux vaisseaux perpendiculaires au mur de la qibla avec une seule colonne centrale, est séparé de la chambre funéraire par un mur au nord, percé du côté oriental par une porte et du côté occidental par une fenêtre grillagée.

### Troisième étape
Selon Faouzi Mahfoudh, vers la fin du XVIIIe siècle, l'édifice subit une restauration et un petit patio est ajouté grâce à l'adjonction d'une maison (probablement celle du saint Abdallah Jammoussi) à l'oratoire qui se trouvait sur son côté nord-ouest, ce qui a donné au mausolée l'aspect d'une demeure. Ce patio est muni d'une galerie unique du côté de l'entrée et d'escaliers qui donnent accès à un étage.